# Copa Merconorte 1998
Navigation
Édition suivante
La Copa Merconorte 1998 est la toute première édition de la Copa Merconorte, une compétition régionale mise en place en réaction à la création de la Copa Mercosur la même année. Elle réunit des clubs de Colombie, de Bolivie, d'Équateur, du Pérou et du Venezuela.
Douze équipes sont réparties en trois poules de quatre équipes qui affrontent leurs adversaires deux fois, à domicile et à l'extérieur. À l'issue de cette première phase, les premiers de chaque poule et le meilleur deuxième disputent la phase finale, organisée en matchs aller-retour.
La finale oppose deux formations colombiennes. C'est le club de l'Atlético Nacional de Medellin qui s'impose face au Deportivo Cali et devient le premier club à inscrire son nom au palmarès.
Initialement, deux clubs américains (DC United et Los Angeles Galaxy) et trois clubs mexicains (CD Cruz Azul, Club América et Guadalajara) devaient participer à la compétition, qui compte alors seize équipes réparties en quatre groupes de quatre. Cependant, avant le début du tournoi, la fédération mexicaine fait la demande d'inscrire à leur place les deux finalistes du Tournoi d'été 1998 du championnat mexicain, à savoir Toluca et Necaxa, mais cette demande est rejetée. Les trois clubs mexicains déclarent forfait et ce désistement entraîne un changement dans la formule du tournoi : les deux clubs américains sont rayés de la liste des participants, un quatrième club colombien est invité (América de Cali) et la compétition passe ainsi à douze équipes avec trois poules de quatre.

## Premier tour

### Groupe A
| Rang | Équipe             | Pts | J | G | N | P | Bp | Bc | Diff |  | Résultats (▼ dom., ► ext.) | Mil | Eme | Amé | Spo |
| ---- | ------------------ | --- | - | - | - | - | -- | -- | ---- |  | -------------------------- | --- | --- | --- | --- |
| 1    | CD Los Millonarios | 10  | 6 | 3 | 1 | 2 | 7  | 8  | -1   |  | CD Los Millonarios         |     | 2-1 | 2-2 | 1-0 |
| 2    | Club Sport Emelec  | 9   | 6 | 2 | 3 | 1 | 9  | 6  | +3   |  | Club Sport Emelec          | 3-0 |     | 1-0 | 1-1 |
| 3    | América de Cali    | 7   | 6 | 1 | 4 | 1 | 9  | 9  | 0    |  | América de Cali            | 2-1 | 2-2 |     | 1-1 |
| 4    | Sporting Cristal   | 4   | 6 | 0 | 4 | 2 | 5  | 7  | -2   |  | Sporting Cristal           | 0-1 | 1-1 | 2-2 |     |

### Groupe B
| Rang | Équipe                  | Pts | J | G | N | P | Bp | Bc | Diff |  | Résultats (▼ dom., ► ext.) | Nac | Ali | Str | Bar |
| ---- | ----------------------- | --- | - | - | - | - | -- | -- | ---- |  | -------------------------- | --- | --- | --- | --- |
| 1    | Atlético Nacional       | 11  | 6 | 3 | 2 | 1 | 14 | 7  | +7   |  | Atlético Nacional          |     | 3-1 | 2-3 | 4-0 |
| 2    | Alianza Lima            | 8   | 6 | 2 | 2 | 2 | 8  | 6  | +2   |  | Alianza Lima               | 1-1 |     | 4-0 | 2-0 |
| 3    | The Strongest           | 8   | 6 | 2 | 2 | 2 | 5  | 9  | -4   |  | The Strongest              | 0-2 | 0-0 |     | 1-0 |
| 4    | Barcelona Sporting Club | 5   | 6 | 1 | 2 | 3 | 5  | 10 | -5   |  | Barcelona Sporting Club    | 2-2 | 2-0 | 1-1 |     |

### Groupe C
| Rang | Équipe                     | Pts | J | G | N | P | Bp | Bc | Diff |  | Résultats (▼ dom., ► ext.) | Dep | ElN | Car | Uni |
| ---- | -------------------------- | --- | - | - | - | - | -- | -- | ---- |  | -------------------------- | --- | --- | --- | --- |
| 1    | Deportivo Cali             | 11  | 6 | 3 | 2 | 1 | 7  | 3  | +4   |  | Deportivo Cali             |     | 2-0 | 1-1 | 2-1 |
| 2    | Club Deportivo El Nacional | 10  | 6 | 3 | 1 | 2 | 6  | 6  | 0    |  | Club Deportivo El Nacional | 1-0 |     | 2-1 | 1-1 |
| 3    | Caracas FC                 | 7   | 6 | 2 | 1 | 3 | 6  | 8  | -2   |  | Caracas FC                 | 0-2 | 1-0 |     | 0-2 |
| 4    | Universitario de Deportes  | 5   | 6 | 1 | 2 | 3 | 6  | 8  | -2   |  | Universitario de Deportes  | 0-0 | 1-2 | 1-3 |     |

## Phase finale

### Demi-finales
- Matchs disputés les 19 et 26 novembre 1998.

| Équipe 1                   | Résultat      | Équipe 2          | Aller | Retour |
| -------------------------- | ------------- | ----------------- | ----- | ------ |
| Club Deportivo El Nacional | 3 - 3 4-5 tab | Deportivo Cali    | 1 - 2 | 2 - 1  |
| CD Los Millonarios         | 2 - 3         | Atlético Nacional | 0 - 2 | 2 - 1  |

### Finale
| 3 décembre 1998 | Atlético Nacional                   | 3 - 1 | Deportivo Cali | Stade Atanasio-Girardot, Medellin            |                                              |
|                 | Vasquez 29e, 49e (pen.) · Perea 61e |       | Zapata 49e     | Spectateurs : 3 000 Arbitrage : Felipe Russi | Spectateurs : 3 000 Arbitrage : Felipe Russi |

| 9 décembre 1998 | Deportivo Cali | 0 - 1 | Atlético Nacional | Estadio Olímpico Pascual Guerrero, Cali    |                                            |
|                 |                |       | Morantes 89e      | Spectateurs : 7 000 Arbitrage : Oscar Ruiz | Spectateurs : 7 000 Arbitrage : Oscar Ruiz |